# Guatambu
Guatambu é um município brasileiro do estado de Santa Catarina.

## História
Guatambu recebeu status de município pela lei estadual nº 8482 de 12 de dezembro de 1991, com território desmembrado de Chapecó.